# Velika župa Vuka
Velika župa Vuka bila je jedna od 22 velike župe na prostoru NDH. Sjedište joj je bilo u Vukovaru. Djelovala je od 26. lipnja 1941.

## Uprava
Građansku upravu u župi vodio je veliki župan Jakob Eliker kao pouzdanik vlade kojega je imenovao poglavnik Ante Pavelić.
Obuhvaćala je područje kotara: Hrvatska Mitrovica (Srijemska Mitrovica), Hrvatski Karlovci (Srijemski Karlovci), Ilok, Irig, Ruma, Stara Pazova, Šid, Vinkovci, Vukovar, Zemun, te gradove Hrvatska Mitrovica, Hrvatski Karlovci, Petrovaradin, Ruma, Vinkovci, Vukovar, Zemun i 156 općina.
Preustrojem 5. srpnja 1944. velikoj župi Vuci priključena je Županja koja je dotad bila u Velikoj župi Posavju.
Zbog ratnih okolnosti od 14. listopada 1944. bilo je proglašeno iznimno stanje u velikoj župi, pa je vojna vlast zamijenila civilnu. Poslove građanske uprave preuzeo je glavar dodijeljen vojnom zapovjedniku područja.